# Mary le confesseur
Pour les articles homonymes, voir Mary.
Mary (en latin Marius) est un saint chrétien de la Haute-Auvergne vénéré par les Catholiques et les Orthodoxes. L'époque à laquelle il a vécu est mal connue et sujette à controverses. 

## Étymologie
En latin, il est appelé Marius. 

## Vie du saint
L'historien auvergnat Grégoire de Tours ne cite Marius dans aucun de ses récits ce qui laisse penser que l'existence du Mary est postérieure à celle de l'historien. Au sujet d'Austremoine Grégoire de Tours raconte que c’est vers l’an 251 que le prédicateur fuyant Rome et la persécution de l’empereur Dèce est arrivé dans la cité des Arvernes.
Les sources documentaires relatant la vie de Marius sont peu nombreuses et parfois contradictoires. Il s'agit des trois Passions de la vie de saint Austremoine et de la Vie de saint Marius, manuscrit provenant de l'abbaye de Mauriac.

### Les trois manuscrits de la Passion d'Austremoine
Trois manuscrits conservés à Clermont-Ferrand traitent de la vie de saint Austremoine : Les Première, Deuxième et Troisième Passions.
Marius apparait pour la première fois dans « la troisième passion », un écrit du Xe siècle.  Dans une première partie, le texte raconte qu’Austremoine figure parmi les soixante douze premiers disciples du Christ et qu’il a donc connu le Christ de son vivant. Il est envoyé en Gaule avec les mêmes condisciples Nectaire, Ursin et Mamet. Marius n’est pas cité. 
Dans une deuxième partie le texte cite Marius comme un disciple d’Austremoine. Quand il apprend que celui-ci se meurt, il se rend à son chevet avec Nectère et Mamet. Sur son chemin il consacre l’église du village de Marojol. Arrivé après la mort de Marius, il lui fait bâtir un mausolée, puis fait élever dessus une basilique. Les nobles qu’il avait convertis dotent l’église de trente manses.

### Le manuscritVita sancti Marii
La vie de Mary est connue par le manuscrit de l'abbaye de Mauriac : la Vita sancti Marii. Ce texte du XIIe siècle ou XIIIe siècle est conservé à la bibliothèque du patrimoine de Clermont Auvergne Métropole.  Il s'agit de deux ouvrages consacrés à son parcours et à ses œuvres. Le premier traite de la vie du saint et le second des miracles survenus pendant et après le transfert des reliques. Il a été publié en latin au XVIIe siècle par la Société des Bollandistes dans les Acta Sanctorum, 2e volume concernant les saints de juin, à la date du 8 juin. Le manuscrit a également été entièrement traduit en français en 2017. Le document précise que Mary n'était ni prêtre ni diacre, mais il dit qu'on le voit convertir des païens. Les prières chantées de l'Office, parlent de sa vie de clerc et disent que Marius est né « d'un noble lignage ». Quant à ses actions, on parle d'une « vie sainte », de miracles, mais les détails sont peu nombreux.
Dans cet ouvrage, il est fait référence à un texte beaucoup plus ancien traitant de la vie de Marius qui nous est totalement inconnu. Le récit reprend également les informations contenues dans le 3e Passion mais il remplace Ursin par Marius. Il raconte qu'Austremoine est arrivé dans une caravane d’ouvriers potiers qui avaient coutume de se rendre périodiquement du grand centre de céramique d’Arezzo à ses succursales de Lezoux et de la Graufesenque (près de Millau). Il était accompagné de Mametus (Mamet), Nectarius  (Nectaire), Marius (Mary), Anthemius,  et Seronatus. Ils empruntèrent sans doute la voie Aurélienne ou la voie Domitienne. Des signatures d’Austremoine et Mamet ont été retrouvées sur les poteries qu’ils réalisaient à Lezoux.
Les jésuites bollandistes ont mis en doute les indications chronologiques données par le manuscrit. D'après eux, Mary ne pouvait pas avoir été envoyé par saint Pierre (Ier siècle) et n'avait pas même aidé Austremoine à évangéliser l'Auvergne (IIIe siècle). Ils pensaient qu'en réalité Mary avait vécu entre le VIe et le VIIe siècle pour deux raisons. La première est que Mary donne des noms germaniques aux convertis lorsqu'il les baptise, ce qui ne se faisait qu'après les invasions franques. La deuxième est que l’Auvergnat Grégoire de Tours n'évoque pas Mary alors qu'il cite tous les grands saints d'Auvergne. Mary serait donc peut-être contemporain, ou plus probablement postérieur, à Grégoire de Tours.

### Faits probables de sa vie
À cette époque, la partie sud de l'Auvergne n'était que partiellement christianisée et certaines campagnes échappaient à l’évangélisation. Saint Martin de Tours témoigne que même en 360 elle était encore largement païenne et le concile de Tours en 567 confirme encore sa faible évangélisation. 
La légende permet de croire que Mary vécut en ermite à proximité du Mont-Journal, peut-être dans une sorte de grotte. Son exemple et son action entraînèrent de nombreuses conversions. 
L’Église a toujours célébré la fête de saint Mary un 8 juin, on peut donc supposer qu'il est mort à cette date. La légende dit aussi qu'on construisit deux églises en son honneur, l'une à Saint-Mary-le-Cros à proximité de la grotte, l'autre à Saint-Mary-le-Plain, d'où l'évêque (Austremoine, selon la légende) aurait eu la vision de l'âme de Mary emportée aux cieux.
La chapelle de Saint-Mary-le-Cros fut ensuite transformée en église et devint l’un des plus anciens sanctuaires d’Auvergne. Sous les Mérovingiens les reliques du saint furent mises dans une chasse creusée dans le tronc d’un chêne et suspendue par quatre chaînes à la voûte au-dessus de l'autel.  Elle portait l’inscription « Hic jacet corpus Marii Confessoris ».

## La translation des reliques

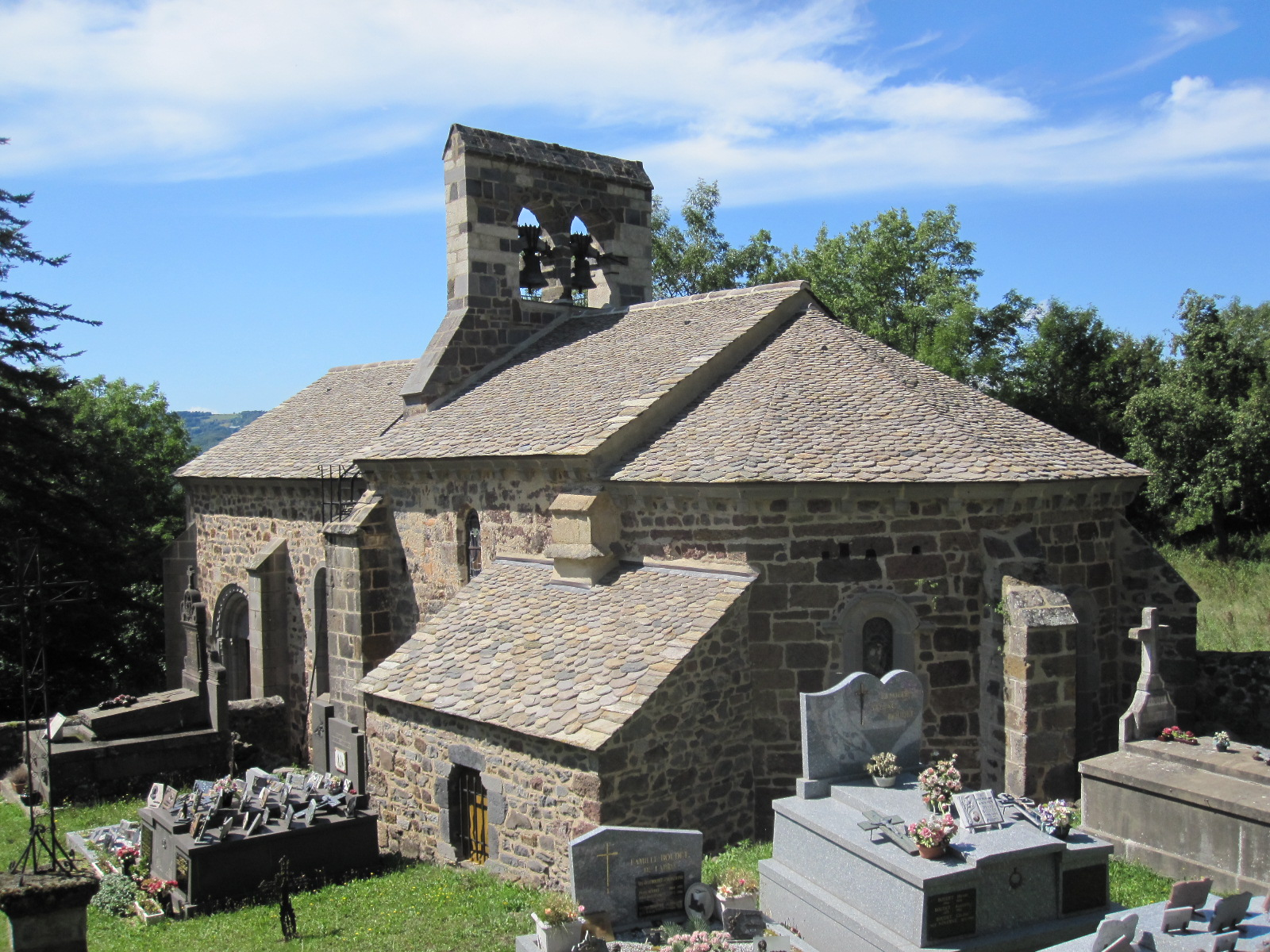
Église de Saint-Mary-le-Cros.

La deuxième partie de la Vita sancti Marii évoque les miracles survenus après la translation des reliques à Mauriac. Celle-ci fut effectuée par une certaine Ermengarde, au temps de l'évêque Étienne. Mais la datation est délicate car aux XIe et XIIe siècles il y a eu cinq évêques clermontois  qui portaient ce nom.  
Le plus souvent, on cite Ermengarde d’Apchon (vers 1050), comtesse d’Apchon et femme du seigneur de Massiac Amblard d’Apchon, qui avait son château à Mauriac. Toutefois cette hypothèse a été contestée par l'érudit Marcellin Boudet qui pense plutôt à Ermengarde de Nonette, au milieu du XIe siècle. 
Quoi qu'il en soit, cette Ermengarde décida, dit le texte du manuscrit, que les reliques seraient mieux honorées ailleurs et décida de les transférer à Mauriac, où les moines du monastère Saint-Pierre sauraient en prendre soin.
Lors du transport, les reliques empruntèrent apparemment l’ancienne voie romaine reliant Clermont à Cahors par Dienne. Le plus fameux sommet des monts du Cantal porte le nom de « puy Mary » en souvenir de ce passage. La légende raconte que de nombreux miracles se produisirent tout au long du trajet. 
Les reliques sont maintenant dans la basilique Notre-Dame-des-Miracles de Mauriac, à l’intérieur du « Cercueil de saint Mary » réalisé au XVIe siècle et formant autel. Les autres reliques du saint sont une statue et un bras reliquaire en cuivre argenté du XVe, classé monument historique depuis 1898.

## Le culte
Plusieurs souvenirs du saint ermite sont encore présents dans le pays de Massiac. Sur la commune de Ferrières-Saint-Mary, près du « Pré de l’ermitage » se dresse le rocher de basalte qui abrita le saint. En contrebas, dans la vallée de l’Alagnon, on trouve la « fontaine du saint » à laquelle on attribuait des vertus miraculeuses. Sur les flancs du mont Journal un bloc de basalte taillé en forme de siège  est appelé la « Chaire de saint Mary ». Dans chaque accoudoir il y a l’empreinte des cinq doigts de la main du saint. On s’y assoit pour demander la guérison des maux de reins. 
La légende  prétend aussi que saint Austremoine voulut venir une dernière fois rendre visite à Mary au seuil de sa mort. Passant par ce qui deviendra plus tard Saint-Mary-le-Plain, il aperçut l’âme du saint s’élevant au ciel dans une auréole de lumière. Pour arriver jusqu’à la dépouille de « Mary le confesseur », il dut franchir les gorges de l’Arcueil. À Fons, le village surplombant cet endroit, se trouve la Fons Stremonii, la « Fontaine de Stremonius », c'est-à-dire d’Austremoine. Sans doute construite sous les Mérovingiens, elle est faite de gros blocs de basalte et comporte une niche dans laquelle se trouvait une statue du saint.

## Utilisation du patronyme

### Toponymie
Plusieurs villages français portent le nom de saint Mary :
- Saint-Mary-le-Cros est un village inhabité où fut construit le premier sanctuaire abritant les reliques du saint. Cité dans la légende en latin, il se trouve sur le territoire de la commune de Ferrières-Saint-Mary (voir ci-dessous).
- La Besseyre-Saint-Mary est une commune française située dans le département de la Haute-Loire.
- Ferrières-Saint-Mary est une commune française située dans le département du Cantal
- Roannes-Saint-Mary est une commune française située dans le département du Cantal
- Saint-Mary est une commune française située dans le département de la Charente
- Saint-Mary-le-Plain  est une commune française située dans le département du Cantal
- Le Puy Mary est un des principaux sommets des monts du Cantal.

De plus, la commune d'Albaret-Sainte-Marie (Lozère), tire son nom de Mary, et non de la Vierge Marie. Au fil des ans, le nom s'est cependant transformé au profit de cette dernière[réf. nécessaire].

### Institutions
- La paroisse catholique de Saint-Mary de Haute Auvergne couvre un territoire correspondant approximativement à l'ancienne communauté de communes du Pays de Massiac.

### Autres saints catholiques portant un nom comparable
- Marius d'Avenches,
- Maris, Marthe, Audifax et Abacum.